# Marcelo Pagani
Marcelo Pagani (19 d'agost de 1941) és un exfutbolista argentí.

## Selecció de l'Argentina
Va formar part de l'equip argentí a la Copa del Món de 1962.